# Árboles singulares de Cantabria

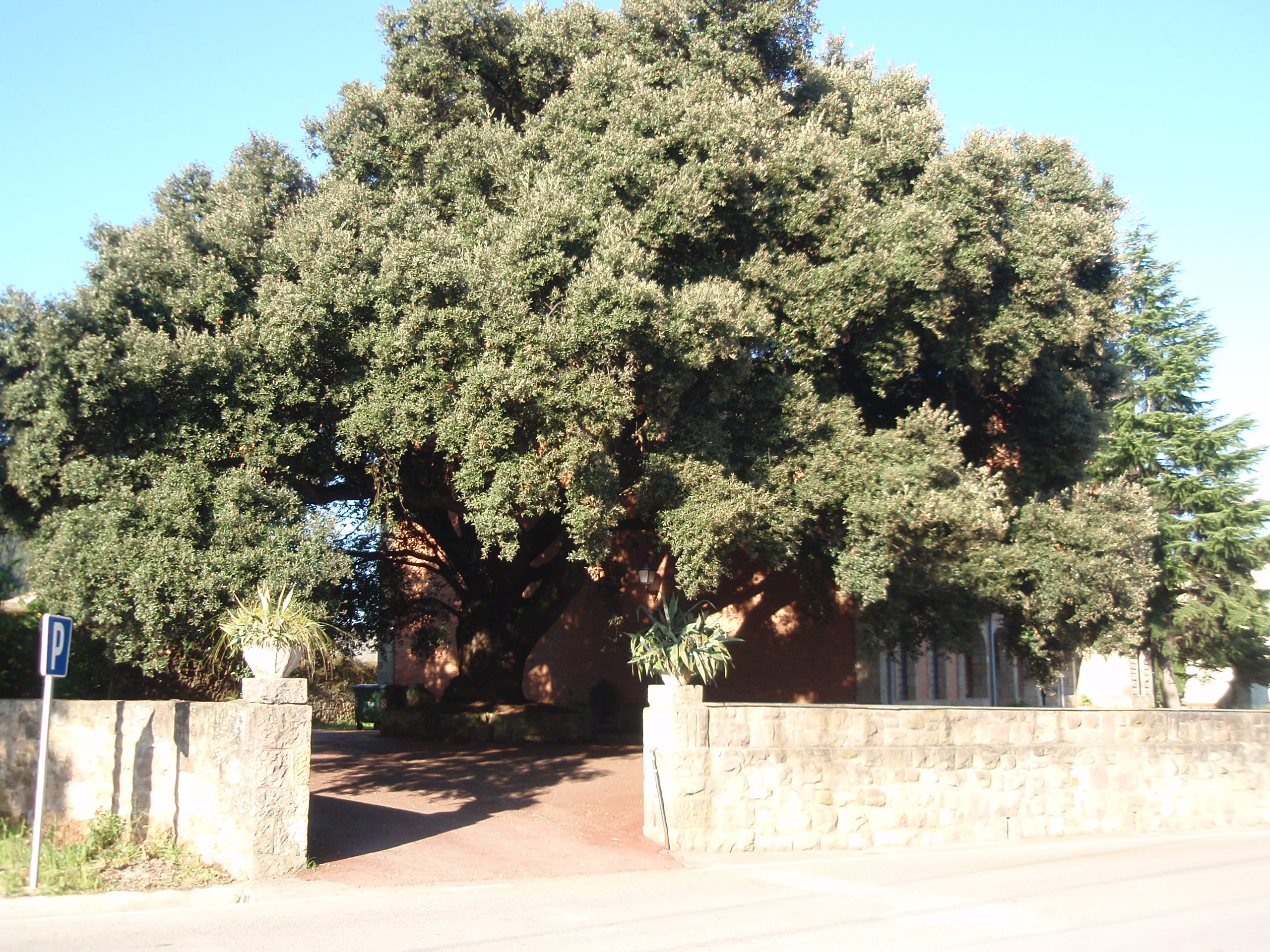
La Encina de San Martín de Cartes, incluida en el registro de Árboles singulares de Cantabria.

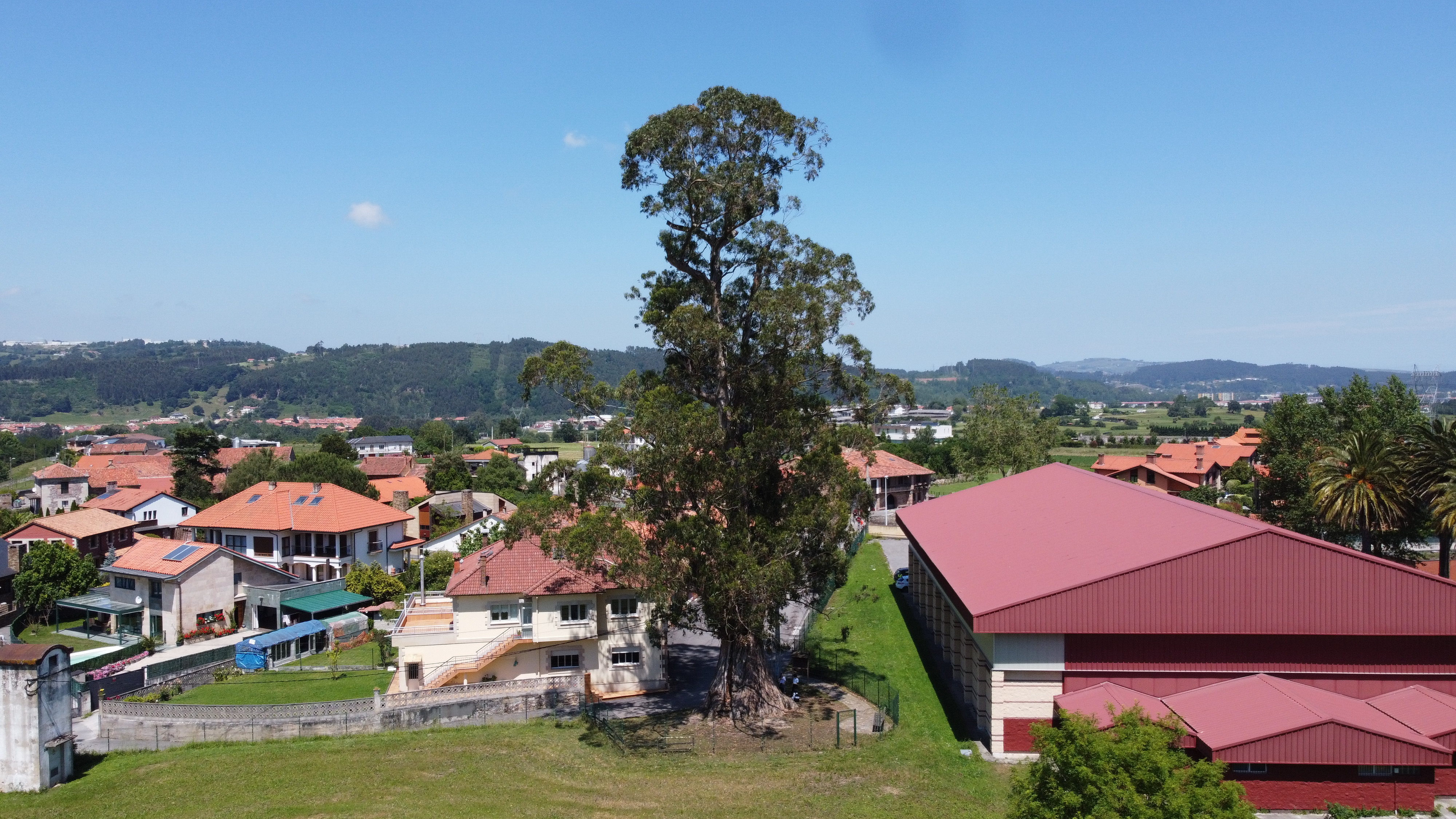
El Eucaliptón de Viérnoles, catalogado como n.º 7 en el Inventario Abierto de Árboles Singulares de Cantabria.

El Inventario Abierto de Árboles Singulares de Cantabria, conocido por su nombre acortado Árboles singulares de Cantabria, es un catálogo de especies generalmente autóctonas de Cantabria (España) que destacan por su belleza, porte, longevidad, especie o cualquier otra cinrcunstancia que lo aconseje. Aquí se incluyen también los factores históricos, culturales, de ubicación y de tamaño.

## Historia
El proyecto se materializó el 28 de mayo de 1986, relacionado con la Ley 6/1984, cuyo reglamento fue aprobado en 1985. Actualmente se han catalogado 214 árboles y árboledas singulares, aunque algunos ejemplares han desaparecido debido a factores climáticos o a su antigüedad.
Leyes similares de otras comunidades autónomas especifican condiciones similares. Básicamente, los árboles declarados singulares especifican  que no se les puede talar ni dañar total ni parcialmente, pueden establecerse zonas de protección a su alrededor, cuya extensión varía según el paisaje, las especies asociadas, los peligros potenciales y otros factores, mientras que para cualquier clase de protección debe pedirse un permiso a la administración competente. Para los casos en que alguien daña los árboles catalogados de singulares, las leyes estipulan sanciones. Leyes y catálogos similares son los de Baleares (1991), Comunidad de Madrid (1992), País Vasco (1995), Extremadura (1998), La Rioja (1999), Castilla y León (2003), Aragón (2004) y Comunidad Valenciana (2006).